# Хасан-Даєрман
Хасан-Даєрман (перс. حسن دايرمان) — село в Ірані, у дегестані Кухестані-є-Талеш, в Центральному бахші, шагрестані Талеш остану Ґілян. За даними перепису 2006 року, його населення становило 124 особи, що проживали у складі 31 сім'ї.

## Клімат
Середня річна температура становить 8,66°C, середня максимальна – 25,32°C, а середня мінімальна – -9,45°C. Середня річна кількість опадів – 383 мм.
| Клімат поселення                              | Клімат поселення | Клімат поселення | Клімат поселення | Клімат поселення | Клімат поселення | Клімат поселення | Клімат поселення | Клімат поселення | Клімат поселення | Клімат поселення | Клімат поселення | Клімат поселення | Клімат поселення |
| Показник                                      | Січ.             | Лют.             | Бер.             | Квіт.            | Трав.            | Черв.            | Лип.             | Серп.            | Вер.             | Жовт.            | Лист.            | Груд.            |                  |
| Середній максимум, °C                         | 3,40             | 4,16             | 6,98             | 14,23            | 19,08            | 22,93            | 25,32            | 24,88            | 20,82            | 16,43            | 10,83            | 5,36             |                  |
| Середня температура, °C                       | −3,04            | −2,27            | 0,55             | 7,80             | 12,66            | 16,50            | 19,97            | 19,55            | 15,50            | 11,09            | 5,51             | 0,01             |                  |
| Середній мінімум, °C                          | −9,45            | −8,69            | −5,86            | 1,38             | 6,23             | 10,08            | 14,65            | 14,22            | 10,17            | 5,75             | 0,17             | −5,32            |                  |
| Норма опадів, мм                              | 30               | 30               | 47               | 51               | 50               | 22               | 13               | 13               | 24               | 40               | 32               | 31               |                  |
| Середньомісячна швидкість вітру, м/с          | 2.08             | 2.54             | 2.58             | 2.77             | 2.25             | 2.22             | 2.39             | 2.30             | 2.00             | 1.98             | 2.20             | 2.05             |                  |
| Середньомісячна сонячна радіація, кДж/м²·день | 7121             | 9747             | 12112            | 16195            | 20007            | 23218            | 23786            | 20379            | 17316            | 12131            | 8775             | 6805             |                  |
| --------------------------------------------- | ---------------- | ---------------- | ---------------- | ---------------- | ---------------- | ---------------- | ---------------- | ---------------- | ---------------- | ---------------- | ---------------- | ---------------- | ---------------- |
| Джерело:                                      |                  |                  |                  |                  |                  |                  |                  |                  |                  |                  |                  |                  |                  |